# 秀英站
秀英站是海南环岛高速铁路的一个高架车站，位于中国海南省海口市秀英区南海大道，2010年完工但未啟用，于2019年7月1日随海口市郊列车正式啟用。
2024年9月，台风摩羯吹袭海南，本站雨棚屋面等设施严重受损。受此影响，车站暂停办理客运业务，预计12月30日完成修复。

## 换乘公交
- 海口公交1路（药谷二期——府城）
- 海口公交54路（信达海天下——药谷二期）
- 海口公交59路（海口高铁东站——海口综合保税区）
- 海口公交70路（金盛达建材城——紫园路）
- 海口公交74路（海口高铁东站——永秀花园）
- 海口公交82路（滨涯路公交场站——振业小区）
- 海口公交96路（千江悦——长影环球100乐园）
- 海口公交202路（周仁村——周仁村）
- 海口公交216路（长天路公交场站——高铁秀英站）